# كريتاي - ليشا (مترو باريس)
كريتاي - ليشا (بالفرنسية: Créteil – L'Échat)‏ هي محطة مترو تابعة لمترو باريس تقع في فرنسا في كريتاي.[بحاجة لمصدر]